# Karnaprayāg
Karnaprayāg är en ort i Indien.   Den ligger i distriktet Chamoli och delstaten Uttarakhand, i den norra delen av landet, 260 km nordost om huvudstaden New Delhi. Karnaprayāg ligger 810 meter över havet och antalet invånare är 6 976.
Terrängen runt Karnaprayāg är bergig åt sydost, men åt nordväst är den kuperad. Karnaprayāg ligger nere i en dal. Runt Karnaprayāg är det ganska tätbefolkat, med 230 invånare per kvadratkilometer. Närmaste större samhälle är Gopeshwar, 19,5 km nordost om Karnaprayāg. I omgivningarna runt Karnaprayāg växer huvudsakligen savannskog.